# Малинди (аэропорт)
Аэропорт Малинди (англ. Malindi Airport), (ИАТА: MYD, ИКАО: HKML) — аэропорт в Кении.

## Описание
Среднего размера аэропорт внутренних авиалиний, обслуживающий город Малинди, в юго-восточной части Кении, на побережье Индийского океана. Находится на расстоянии 412 км к юго-востоку от Международного аэропорта Найроби, крупнейшего аэропорта Кении, в 2.5 км к западу от Малинди. 
Модернизация, включающая расширение взлетно-посадочной полосы, была проведена в период с 2011 по 2012 год. Она позволила аэропорту принимать более крупные самолёты, такие как Boeing 737-600, вместимостью 150 пассажиров.

## Внешние ссылки
- Location of Malindi Airport At Google Maps
- Website of Kenya Airports Authority
- Airkenya Flight Routes
- Информация об аэропорте HKML с сайта Great Circle Mapper.